# 加納隆
加納 隆（かのう たかし 、1970年 - ）は、日本の経済学者。一橋大学経済学部教授、一橋大学役員補佐。 専門はマクロ経済学。東京都生まれ。

## 学歴・職歴
- 1994年 - 明治大学政治経済学部経済学科卒業（学士（経済学））[1][2]
- 1996年 - 一橋大学大学院経済学研究科博士前期課程修了（修士（経済学））[1][2]、一橋大学大学院経済学研究科博士後期課程入学[2]
- 2002年 - カナダ銀行常勤研究員（Economist）[1][2]
- 2003年 - ブリティッシュコロンビア大学大学院経済学研究科博士課程修了(Ph.D. in Economics)[1]
- 2004年 - カナダ銀行上級研究員（Senior Analyst）[1][2]
- 2007年 - 東京大学大学院経済学研究科助教[1]
- 2008年 - 東京大学大学院経済学研究科特任講師[1]
- 2010年 - 東京大学大学院経済学研究科専任講師[1]
- 2012年 - 一橋大学大学院経済学研究科准教授[1]、東京大学大学院経済学研究科非常勤講師、オーストラリア国立大学CAMA研究員、全国銀行協会金融調査研究会第一部会研究員[2]
- 2013年 - 日本銀行金融研究所研究員[1]
- 2014年 - 東京経済センター理事[2]
- 2016年 - 一橋大学大学院経済学研究科教授[1]
- 2018年 - 早稲田大学政治経済学術院客員教授[1]
- 2020年 - 三菱経済研究所研究員[1]
- 2021年 - 東京大学日本経済国際共同研究センター客員教授[1]
- 2024年 - 一橋大学役員補佐（総務、研究、創立150周年記念事業）[3]。

## 専門分野
- マクロ経済学[1]
- 国際金融論[1]

## 主論文
- "Habit formation and the present-value model of the current account: yet another suspect," Journal of International Economics 78, 2009.
- "A structural VAR approach to the intertemporal model of the current account," Journal of International Money and Finance 27, 2008.
- "Terms of trade and current account fluctuations: the Harberger-Laursen-Metzler effect revisited," (with Hafedh Bouakez), Journal of Macroeconomics 30, 2008.
- "Learning-by-doing or Habit Formation?" (with Hafedh Bouakez), Review of Economic Dynamics 9(3), 2006
- "Tests of the present-value model of the current account: a note," (with Hafedh Bouakez) Applied Economics Letters, forthcoming.
- "International Price Linkage within a Region: the Case of East Asia", (with Shin-ichi Fukuda), Journal of the Japanese and International Economies, 11(4), 1997
- 「経済統合の価格の国際的連関：東アジアを例として」『三田学会雑誌』90巻2号、1997年（福田慎一と共著）

## 著書
- 『資産価格としての為替レートー近年為替レート分析の諸相ー』三菱経済研究所 2022年